# Hội Nhà văn Việt Nam

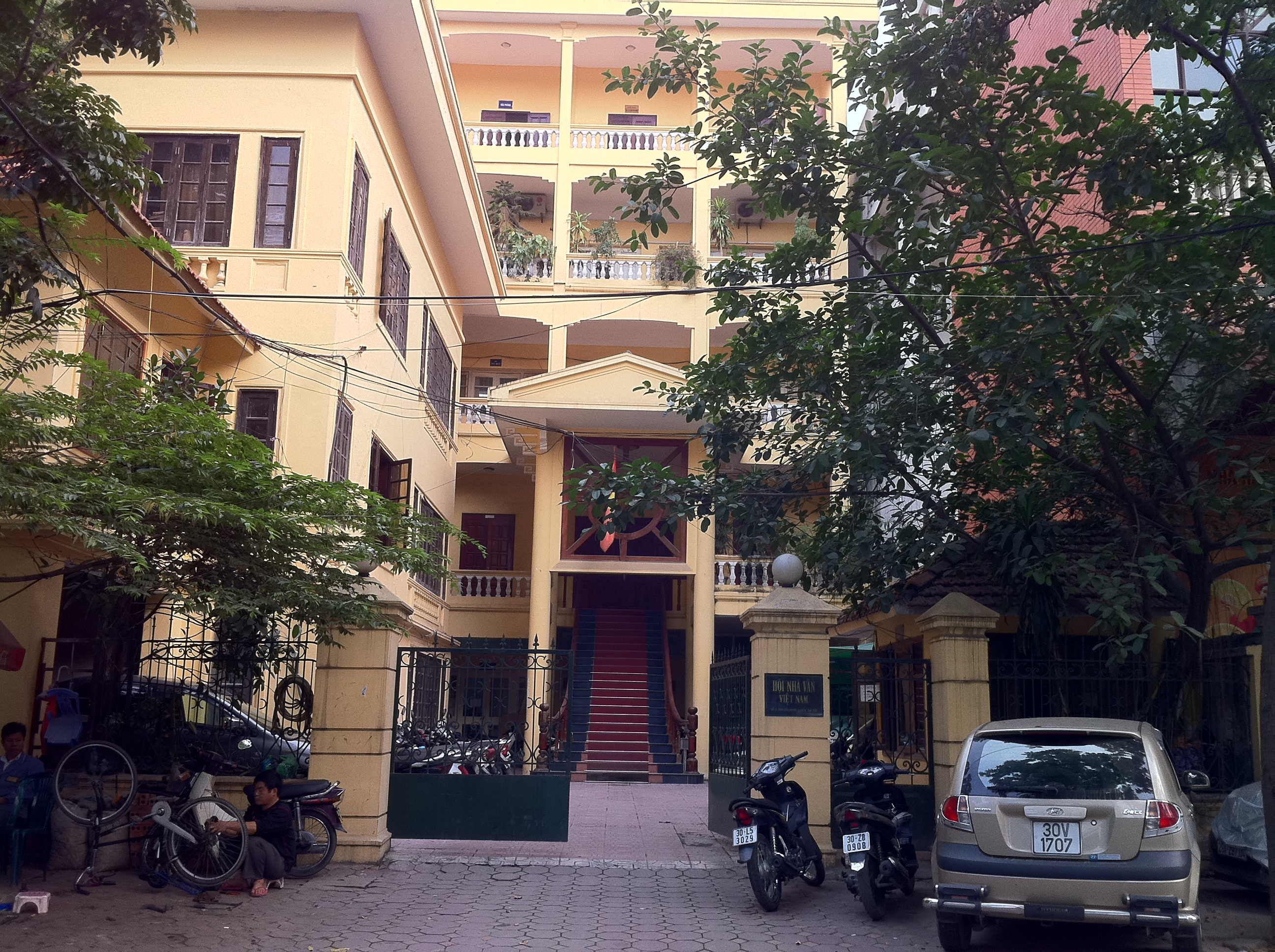
Văn phòng Hội tại Hà Nội

Hội Nhà văn Việt Nam là một tổ chức của những người Việt Nam hoạt động sáng tác, dịch thuật và phê bình văn học. Tổ chức được thành lập vào năm 1957, lúc đó là một thành viên của Hội Liên hiệp Văn học Nghệ thuật Việt Nam. Hiện nay, Hội Nhà văn Việt Nam là một thành viên của Liên hiệp các Hội Văn học nghệ thuật Việt Nam

## Quy định thành viên
Tất cả các nhà văn thuộc quốc tịch Việt Nam, đã xuất bản ít nhất hai quyển sách thuộc các thể loại tiểu thuyết, truyện ngắn, thơ, phê bình văn học,... và cam kết hoạt động theo tôn chỉ, quy tắc của Hội đều có thể được xem xét kết nạp để trở thành thành viên.

## Cơ cấu tổ chức và hoạt động
Hội Nhà văn Việt Nam tập trung hoạt động trong bốn lĩnh vực: văn xuôi, thơ, phê bình, và dịch thuật. Mỗi lĩnh vực này đều có một hội đồng riêng để khuyến khích và thúc đẩy các tác giả. Nhiệm vụ của Hội là tập trung tất cả nhà văn Việt Nam nhằm "xây dựng một nền văn học tiên tiến, đậm đà bản sắc dân tộc".
Ban chấp hành Hội được bầu theo nhiệm kì 5 năm, bao gồm Chủ tịch Hội (trước đây là Tổng Thư ký), Phó Chủ tịch Hội và các thành viên trong Ban chấp hành gọi là uỷ viên.
Hội cũng có một xưởng sản xuất phim, cung văn hóa, và nhà xuất bản với các ấn bản chính bao gồm tuần báo Văn nghệ, nguyệt san Nhà văn, bán nguyệt san Văn học nước ngoài, và Tạp chí Việt Nam Văn học (The Vietnam Literature Review) bằng tiếng Anh.
Năm 2000, Hội thành lập Quỹ Bảo hộ Quyền Tác giả cho lĩnh vực văn học.

## Trợ cấp và chi phí
Mỗi năm Hội Nhà văn Việt Nam nhận được 4,8 tỉ đồng từ Ngân sách Nhà nước. Tuy nhiên năm 2016 Hội chỉ nhận được 2,4 tỉ đồng, 2/3 số tiền đó phải chi ra để trả nợ cho báo Văn nghệ, tạp chí Thơ, Hồn Việt... (mỗi số ra của mỗi đầu báo, Hội Nhà văn đặt mua 1.000 tờ cho khoảng 1.000 hội viên của mình).

## Tranh cãi

### Bỏ Hội
Trong phiên bỏ phiếu bầu đại biểu đi dự Đại hội Toàn quốc diễn ra ở TP. HCM ngày 5/5, lãnh đạo Hội Nhà văn Việt Nam đề nghị những người tham dự gạch tên chín người sinh sống ở Thành phố Hồ Chí Minh đang tham gia Văn đoàn độc lập, đó là Ngô Thị Kim Cúc, Nguyễn Duy, Nguyễn Quang Lập, Dạ Ngân, Ý Nhi, Hiền Phương, Đỗ Trung Quân, Nguyễn Quang Thân, và Phạm Đình Trọng.

## Giải thưởng
Hằng năm Hội Nhà văn Việt Nam đều tổ chức phát động và trao Giải thưởng Hội Nhà Văn cho các loại hình văn học. Đồng thời, cứ mỗi 5 năm, Hội trao Giải thưởng Thăng Long cho các hoạt động văn học có ý nghĩa nhất.

## Đại hội IX
Tham dự có 542 hội viên (từ ngày 8 đến ngày 11 tháng 7 năm 2015) ở Hà Nội, tuy nhiên chỉ có 33 đại biểu trẻ - chiếm khoảng 6%, trong đó 30 đại biểu sinh trong thập niên 1970 và chỉ có 3 đại biểu sinh trong thập niên 1980. 6 nhà văn trúng cử ban chấp hành Hội Nhà văn Việt Nam khóa IX, tái đắc cử gồm: nhà thơ Hữu Thỉnh, nhà thơ Nguyễn Quang Thiều, nhà văn Nguyễn Trí Huân, nhà văn Khuất Quang Thụy. Hai gương mặt mới là nhà thơ Trần Đăng Khoa, và nhà văn Nguyễn Bình Phương, người trẻ nhất: 50 tuổi.

## Lãnh đạo qua các thời kỳ

### Người đứng đầu
1. Nhiệm kỳ I (1957-1963) Nhà văn Nguyễn Công Hoan (Chủ tịch); Nhà văn Tô Hoài (Tổng Thư ký)[6]
2. Nhiệm kỳ II (1963-1983) Nhà văn Nguyễn Đình Thi (Tổng Thư ký)[6]
3. Nhiệm kỳ III (1983-1989) Nhà văn Nguyễn Đình Thi (Tổng Thư ký)[6]
4. Nhiệm kỳ IV (1989-1994) Nhà văn Vũ Tú Nam (Tổng Thư ký)[6]
5. Nhiệm kỳ V (1994-2000): Nhà thơ Nguyễn Khoa Điềm (Tổng Thư ký)[7]
6. Nhiệm kỳ VI (2000-2005): Nhà thơ Hữu Thỉnh (Tổng Thư ký)[7]
7. Nhiệm kỳ VII (2005-2010): Nhà thơ Hữu Thỉnh: (Chủ tịch)[7]
8. Nhiệm kỳ VIII (2010-2015): Nhà thơ Hữu Thỉnh: (Chủ tịch)[7]
9. Nhiệm kỳ IX (2015-2020): Nhà thơ Hữu Thỉnh: (Chủ tịch)[8]
10. Nhiệm kỳ X (2020-2025): Nhà thơ Nguyễn Quang Thiều (Chủ tịch)[9]

### Phó Lãnh đạo

#### Phó Chủ tịch
1. Nhà thơ Tú Mỡ: giai đoạn 1957 - 1963
2. Nhà thơ Nguyễn Quang Thiều: giai đoạn 2015 - 2020
3. Nhà văn Nguyễn Trí Huân: giai đoạn 2015 - 2020
4. Nhà thơ Nguyễn Bình Phương: 2020-
5. Nhà thơ Trần Đăng Khoa: 2020-

#### Phó Tổng thư ký
1. Nhà thơ Chính Hữu; giai đoạn 1958 - 1989
2. Nhà văn Nguyễn Khải: giai đoạn 1987 - 1989
3. Nhà văn Nguyễn Quang Sáng: giai đoạn 1989 - 1994
4. Nhà thơ Hữu Thỉnh: giai đoạn 1994 - 2000

## Liên lạc
- Trụ sở chính thức của Hội hiện nay đặt tại số 9 Nguyễn Đình Chiểu, quận Hai Bà Trưng, Hà Nội, Việt Nam.

## Một số nhà văn trực thuộc Hội
Một số nhà văn, nhà thơ nổi tiếng trực thuộc Hội Nhà văn Việt Nam có thể kể đến có:
- Thâm Tâm
- Ngô Tất Tố
- Nam Trân
- Nguyễn Bính
- Dương Hướng
- Thu Bồn
- Nguyễn Văn Bổng
- Văn Cao
- Vũ Đình Liên
- Hoàng Cầm
- Hoàng Nhuận Cầm
- Huy Cận
- Minh Chuyên
- Xuân Diệu
- Phạm Tiến Duật
- Phạm Hoa
- Nguyễn Đức Mậu
- Quang Dũng
- Nguyễn Khoa Điềm
- Đoàn Giỏi
- Thanh Hải
- Tế Hanh
- Tô Hoài
- Nguyễn Công Hoan
- Nguyên Hồng
- Chính Hữu
- Tố Hữu
- Nguyễn Khải
- Ma Văn Kháng
- Trần Đăng Khoa
- Vũ Khiêu
- Nguyễn Ngọc Ký
- Chu Lai
- Kim Lân
- Trần Huy Liệu
- Thế Lữ
- Đặng Thai Mai
- Nguyễn Đăng Mạnh
- Tú Mỡ
- Thép Mới
- Vũ Tú Nam
- Nguyễn Thị Hồng Ngát
- Nguyên Ngọc
- Bảo Ninh
- Nguyễn Trọng Oánh
- Vũ Ngọc Phan
- Hoàng Ngọc Phách
- Hoàng Phủ Ngọc Tường
- Thanh Thảo
- Xuân Sách
- Hà Minh Tuân